# 龙虎乡 (涉县)
龙虎乡，是中华人民共和国河北省邯郸市涉县下辖的一个乡镇级行政单位。

## 行政区划
龙虎乡下辖以下地区：
凤落沟村、小井村、龙虎村、古脑村、王家庄村、曹家庄村、石泊村、大泉村、三里峧村、马布村、南郭口村、北郭口村、南乱石岩村、北乱石岩村和田家峧村。